# والنتین تنر
والنتین تنر (انگلیسی: Valentin Tanner؛ زادهٔ ۲ اکتبر ۱۹۹۲) ورزشکار کرلینگ اهل سوئیس است.